# 136666 Seidel
136666 Seidel è un asteroide della fascia principale. Scoperto nel 1995, presenta un'orbita caratterizzata da un semiasse maggiore pari a 2,3286020 UA e da un'eccentricità di 0,2149596, inclinata di 3,18951° rispetto all'eclittica.